# Saulo Gil Ramírez Sendoya
Saulo Gil Ramírez Sendoya (Guadalupe, 2 de noviembre de 1914 - Garzón, 10 de julio de 2000) fue el primer policía colombiano en alcanzar grado de brigadier general y en ocupar la dirección general de la Policía Nacional.

## Biografía
Hijo de Ramón Gil Ramírez y Argelia Sendoya. Ramírez Sendoya ingresó a la Escuela Militar de Cadetes general José María Córdova el 1° de abril de 1934. Se graduó como oficial de artillería del Ejército Nacional pero pasó a la Armada un año después como oficial de Infantería de Marina, permaneciendo en esa fuerza militar hasta el 16 de junio de 1950 cuando solicitó el retiro del servicio activo con el grado de Mayor. 

### Carrera de Policía
Mientras residía en Cartagena, Ramírez aceptó el ofrecimiento de ingresar a la Policía Nacional, incorporándose el 15 de octubre de 1951 en el cargo de jefe de la División Bolívar. La reestructuración aprobada el 1° de marzo de 1955 le otorgó a Ramírez el grado de Teniente coronel. Ejerció como oficial de la División Antioquia, Jefe de Servicios Administrativos y comandante de la Unidad Bogotá.

### Director general de la Policía
Como consecuencia de la participación de las Fuerzas de Policía en el fracasado golpe de cuartel del 2 de mayo de 1958 en contra de la Junta Militar de Gobierno, el presidente Gabriel París nombró al coronel Ramírez Sendoya como el primer policía de fila en comandar su institución, pues el cargo hasta esa fecha lo habían ocupado oficiales militares y civiles. Adelantó una reorganización institucional que le dio carácter nacional a la Policía, modificándose su denominación de Fuerzas de Policía a la de Policía Nacional de Colombia, y su cargo dejó de denominarse Comandante para en adelante ser director general de la Policía Nacional. Quedó definido el escalafón de oficiales y suboficiales y aparecieron las escuelas de formación Eduardo Cuevas en Villavicencio y Carlos Holguín en Medellín, como las especialidades de Policía de Turismo y Policía de Ferrocarriles, la División de Transmisiones y la sección de Policía de Gorgona. 
Solicitó el retiro del servicio activo el 1° de abril de 1965 con el grado de Mayor general. Cumplió misiones diplomáticas en Pakistán, Panamá, Venezuela, Estados Unidos y México. Fue director de la Caja de Sueldos de Retiro de la Policía Nacional entre 1971 y 1975. En 1999  le fue otorgado el grado honorario de General de tres estrellas.  

## Asesinato
El 10 de julio de 2000, 2 kilómetros antes de llegar a su finca de recreo en el municipio de Garzón, fue asesinado por la Columna Móvil Teófilo Forero de las FARC-EP.